# Phillipsova krivulja
Phillipsova krivulja je u ekonomiji inverzni odnos između stope nezaposlenosti i stope inflacije. Jednostavno bi objašnjenje glasilo što je stopa nezaposlenosti u ekonomiji neke države niža, to je veća stopa promjene u plaćama radne snage ekonomije te države. Glavni makroekonomski alat koji se koristi za razumijevanje inflacija je Phillipsova krivulja.

## Povijest
1958. godine Alban W. Phillips objavio je članak naslova "The relationship between unemployment and the rate of change of money wages in the UK 1861-1957". Phillips je uočio inverzan odnos između promjene nadnica i nezaposlenosti. Kada je na tržištu veća ponuda rada od potražnje za radom, tj. kada je veća nezaposlenost, nadnice padaju, dok, suprotno, nadnice rastu kada je potražnja za radom veća od ponude, odnosno, kada se nezaposlenost smanjuje. Promjena nadnica se reflektira na promjenu cijena, tj. inflaciju. Do 1970-ih godina ovaj je odnos uočen u Velikoj Britaniji (Phillips) i SAD-u (Samuelson i Solow).  Samuelson i Solow su ovaj obrnuto proporcionalan odnos između nezaposlenosti i inflacije nazvali Phillipsova krivulja, te je on postao temelj makroekonomskog  razmišljanja i ekonomskih politika. 
Taj odnos je implicirao da se zemlje trebaju odlučiti između različitih kombinacija nezaposlenosti i inflacije. Neka zemlja je mogla postići nisku nezaposlenost ako je bila voljna tolerirati višu inflaciju, ili se mogla odlučiti za stabilnost cijena (nisku ili nultu inflaciju) ako je bila voljna tolerirati višu razinu nezaposlenosti. 

## Stagflacija
Većina diskusija vezanih za Phillipsovu krivulju se odnosila na to koju točku na krivulji odabrati tj. koja je kombinacija inflacije i nezaposlenosti najbolja. 1970-ih empirijske procjene ovog odnosa su postale nezadovoljavajuće. U SAD-u i zemljama OECD-a istovremeno je postojala visoka nezaposlenost i visoka inflacija, što je, očito, bilo u suprotnosti s Phillipsovom krivuljom. Uočena stagflacija je dovela do raspada koncepta Phillipsove krivulje.

## Kratkoročna Phillipsova krivulja
Makroekonomisti razlikuju kratkoročnu i dugoročnu Phillipsovu krivulju. Kako se krećete ulijevo na Phillipsovoj krivulji smanjenjem nezaposlenosti, stopa rasta cijena i plaća prikazana krivuljom postaje viša.

## Dugoročna Phillipsova krivulja
Dugoročna Phillipsova krivulja još se naiziva i NAIRU (The Nonaccelerating Inflation Rate of Unemployment). Stopa nezaposlenosti koja ne ubrzava inflaciju (ili NAIRU) je ona stopa nezaposlenosti koja je u skladu s konstantnom stopom inflacije. Na NAIRU-u su silazne i uzlazne sile na inflaciju cijena i plaća u ravnoteži, tako da nema tendencije promjene inflacije. NAIRU je najniža stopa nezaposlenosti koja se može održati bez pritiska na povećanje inflacije.